# Vojka
Vojka és un poble i municipi d'Eslovàquia. Es troba a la regió de Košice, a l'est del país.

## Història
La primera referència escrita de la vila data del 1245.

## Demografia
| Godina             | 1994 | 2004    | 2014   | 2024    |
| ------------------ | ---- | ------- | ------ | ------- |
| Nombre de persones | 408  | 506     | 503    | 556     |
| Diferència         |      | +24,01% | −0,59% | +10,53% |

| Godina             | 2023 | 2024   |
| ------------------ | ---- | ------ |
| Nombre de persones | 542  | 556    |
| Diferència         |      | +2,58% |